# Vultures 2
Vultures 2 é o segundo álbum de estúdio colaborativo do rapper e produtor americano Kanye West e do cantor Ty Dolla Sign, conhecidos coletivamente como ¥$. O lançamento foi independente e exclusivo através da marca YZY em 3 de Agosto de 2024, e seria, originalmente, distribuído na loja Yeezy, criada por West em março de 2024. Atualmente, o álbum está disponível nas principais plataformas de streaming de música, como Spotify e Apple Music. , o álbum conta com participações das filhas de Ye, North West e Chicago, o irmão de Ty Dolla Sign Jabreal "Big TC" Muhammad, Don Toliver, Playboi Carti, Kodak Black, Future, Lil Wayne, Young Thug, Lil Durk, Lil Baby, Desiigner, 070 Shake e CyHi. A produção foi feita principalmente por Ye e Dolla, ao lado de the Legendary Traxster, 30 Roc, 88-Keys, ATL Jacob, Timbaland, Ojivolta, FnZ, James Blake, Wheezy e outros.

## Antecedentes e desenvolvimento
Em 23 de janeiro de 2024, West revelou que Vultures seria lançado como uma trilogia. Vultures 1, lançado em 10 de fevereiro, sofreu um ligeiro atraso mas alcançou o primeiro lugar na Billboard 200, bem como em vários outros países. No dia 25 de fevereiro, o produtor Timbaland, que também trabalhou em Vultures 1, anunciou que a segunda parte estava "a caminho". No dia 3 de março, o rapper French Montana anunciou seu envolvimento e compartilhou um clipe dele e da dupla no estúdio de gravação. Depois que o álbum não foi lançado na data de lançamento programada em 8 de março, West anunciou que o álbum ainda estava em andamento, pois ele e Ty Dolla Sign ainda estavam "no laboratório". No dia 9 de março, o rapper anunciou o álbum e revelou a capa do álbum através de sua conta no X (antigo Twitter).

## Lista de Músicas
| Lista de faixas de Vultures 2 |                                                             | | |         |  |
| N.º                           | Título                                                      | Compositor(es) | Producer(s)                                                                                             | Duração |  |
| 1.                            | "Slide"                                                     | Ye Tyrone Griffin Jr. Frederick Gibson Wesley Glass Ryder Bucaro London Holmes Aswad Asif Arturo Fratini                              | Ye Ty Dolla $ign Fred again.. Wheezy Apollo Parker Ryderoncrack London on da Track AyoAA Lester Nowhere | 3:17    |  |
| 2.                            | "Time Moving Slow"                                          | Ye Griffin Jr. Orlando Wilder Asif Azul Wynter Nathan Butts Konrad Żyrek Samuel Lindley                                               | Ye Ty Dolla $ign Fya Man AyoAA Azul Nathan Butts SHDØW The Legendary Traxster                           | 2:40    |  |
| 3.                            | "Field Trip" (com Don Toliver, Playboi Carti e Kodak Black) | Ye Griffin Jr. Caleb Toliver Jordan Carter Bill Kapri Glass Lindley Dylan Cleary-Krell                                                | Ye Ty Dolla $ign Wheezy The Legendary Traxster Dez Wright                                               | 2:47    |  |
| 4.                            | "Fried"                                                     | Ye Griffin Jr. Grant Dickinson Nasir Pemberton Mark Williams Raul Cubina                                                              | Ye Ty Dolla $ign TheLabCook Digital Nas Ojivolta                                                        | 2:59    |  |
| 5.                            | "Isabella"                                                  | | | 0:08    |  |
| 6.                            | "Promotion" (com Future)                                    | Ye Griffin Jr. Nayvadius Cash Asif Glass Holmes Lindley                                                                               | Ye Ty Dolla $ign AyoAA Wheezy London on da Track The Legendary Traxster                                 | 2:39    |  |
| 7.                            | "Husband"                                                   | Ye | Ye | 2:18    |  |
| 8.                            | "Lifestyle" (com Lil Wayne)                                 | Ye Ty Dolla $ign Dwayne Carter Jr. Nico Baran Michael Mulé Isaac De Boni                                                              | Ye Nico Baran FnZ                                                                                       | 5:31    |  |
| 9.                            | "Forever"                                                   | Ye Griffin Jr. | Ye | 1:27    |  |
| 10.                           | "Bomb" (com North West e Chicago West)                      | Ye North West Chicago West Lindley | Ye The Legendary Traxster                                                                               | 2:32    |  |
| 11.                           | "River" (com Young Thug)                                    | Ye Griffin Jr. Jeffery Williams Jordan Jenks Asif Pemberton Holmes Lindley                                                            | Ye Pi'erre Bourne AyoAA Digital Nas London on da Track The Legendary Traxster                           | 4:07    |  |
| 12.                           | "530"                                                       | Ye Maxie Ryles III Tiwan Raybon John Cunningham Mulé De Boni Jahmal Gwin Evan Mast                                                    | Ye John Cunningham FnZ BoogzDaBeast E.Vax                                                               | 4:50    |  |
| 13.                           | "Dead" (com Future e Lil Durk)                              | Ye Griffin Jr. Cash Durk Banks Jacob Canday Glass Holmes                                                                              | Ye ATL Jacob Wheezy London on da Track                                                                  | 4:23    |  |
| 14.                           | "Forever Rolling" (com Lil Baby)                            | Ye Griffin Jr. Dominique Jones Jeffrey Jones Jr. Aaron Butler Henning Grüschow Matthew Robinson                                       | Ye FOREVEROLLING Flex on the Beat Audiovista Mattazik Muzik                                             | 3:17    |  |
| 15.                           | "Sky City" (com Desiigner, 070 Shake e CyHi)                | Ye Griffin Jr. Sidney Selby III 070 Shake Cydel Young Gwin Timothy Mosley                                                             | Ye BoogzDaBeast Timbaland                                                                               | 3:51    |  |
| 16.                           | "My Soul" (com Big TC)                                      | Ye Griffin Jr. Jabreal Muhammad Aaron Sunday Israel Boyd Mark Mbogo Anthony Clemons Jr. Gwin Mulé De Boni Charles Njapa Samuel Gloade | Ye BoogzDaBeast FnZ 88-Keys 30 Roc                                                                      | 3:45    |  |
| Duração total:                | Duração total:                                              | Duração total: | Duração total:                                                                                          | 51:21   |  |

## Versões Deluxe
Exclusivamente no site da YZY, versões deluxe do álbum com Take Off Your Dress, Believer, Drunk, Gun to My Head e Can U Be como uma décima sétima faixa foram lançadas por 5 dólares cada. 